# Baytown, Texas
Baytown är en stad i östra Texas, USA, som är belägen cirka 42 km öster om delstatens största stad Houston. Enligt 2020 års folkräkning hade staden en befolkning på 83 701 invånare
Baytown tillhör Houston-Sugar Land-Baytown metropolitan area som har en befolkning som uppgår till cirka 5,3 miljoner invånare.

## Geografi
Baytown är belägen precis vid början av San Jacintofloden i Galveston Bay, 42 km öster om Houston. Baytown ansluts till motorvägen I-10 via Highway 146.
Enligt United States Census Bureau, är stadens totala area 94.6 km2. 91.8 km2 är land och 2.8 km2 (2.92%) är täckt av vatten.